# 三戸駅
三戸駅（さんのへえき）は、青森県三戸郡南部町大字大向（おおむかい）字泉山道にある、青い森鉄道青い森鉄道線の駅である。
日本国有鉄道（国鉄）・東日本旅客鉄道（JR東日本）時代は、特急「はつかり」、寝台特急「はくつる」の停車駅であった。
所在地は南部町であるが、駅を下車してから南側にある馬淵川を越えると三戸町に入る。

## 歴史
- 1891年（明治24年）9月1日：日本鉄道の三ノ戸駅として開業[1]。
- 1902年（明治35年）11月11日：電報取扱開始[2]。
- 1906年（明治39年）11月1日：日本鉄道が国有化[1]。官設鉄道の駅となる。
- 1907年（明治40年）11月1日：三戸駅に改称[1]。
- 1920年（大正9年）：駅舎改築（木造）[3]。
- 1934年（昭和9年）：駅舎増築[3]。
- 1963年（昭和38年）10月31日：電報取扱廃止[4]。
- 1976年（昭和51年）4月28日：鉄筋コンクリート造りの駅舎に改築し、ホーム上屋を延長[3]。
- 1984年（昭和59年）2月1日：貨物扱い廃止[1]。
- 1986年（昭和61年）11月1日：荷物扱い廃止[1]。
- 1987年（昭和62年）4月1日：国鉄分割民営化に伴い、JR東日本の駅となる[1]。
- 2002年（平成14年）12月1日：東北新幹線八戸延伸に伴い、JR東日本から分離された青い森鉄道の駅となる[5]。
- 2005年（平成17年）11月：KIOSK閉店。
- 2010年（平成22年）12月4日：直営駅となり、出札端末を設置。
- 2022年（令和4年）3月12日：終日無人化[6]。

## 駅構造
単式ホーム1面1線と島式ホーム1面2線、合計2面3線のホームを有する地上駅である。互いのホームは跨線橋で連絡している。
無人駅であり、自動券売機が設置されている。

### のりば
| 番線 | 路線          | 方向                     | 行先                     |
| ---- | ------------- | ------------------------ | ------------------------ |
| 1    | ■青い森鉄道線 | 下り                     | 青森方面                 |
| 2    | ■青い森鉄道線 | （上下ともに一部の列車） | （上下ともに一部の列車） |
| 3    | ■青い森鉄道線 | 上り                     | 目時方面                 |

付記事項
- 下り当駅始発列車は2番線。
- 当駅での車両留置は行わず、八戸駅まで回送される。

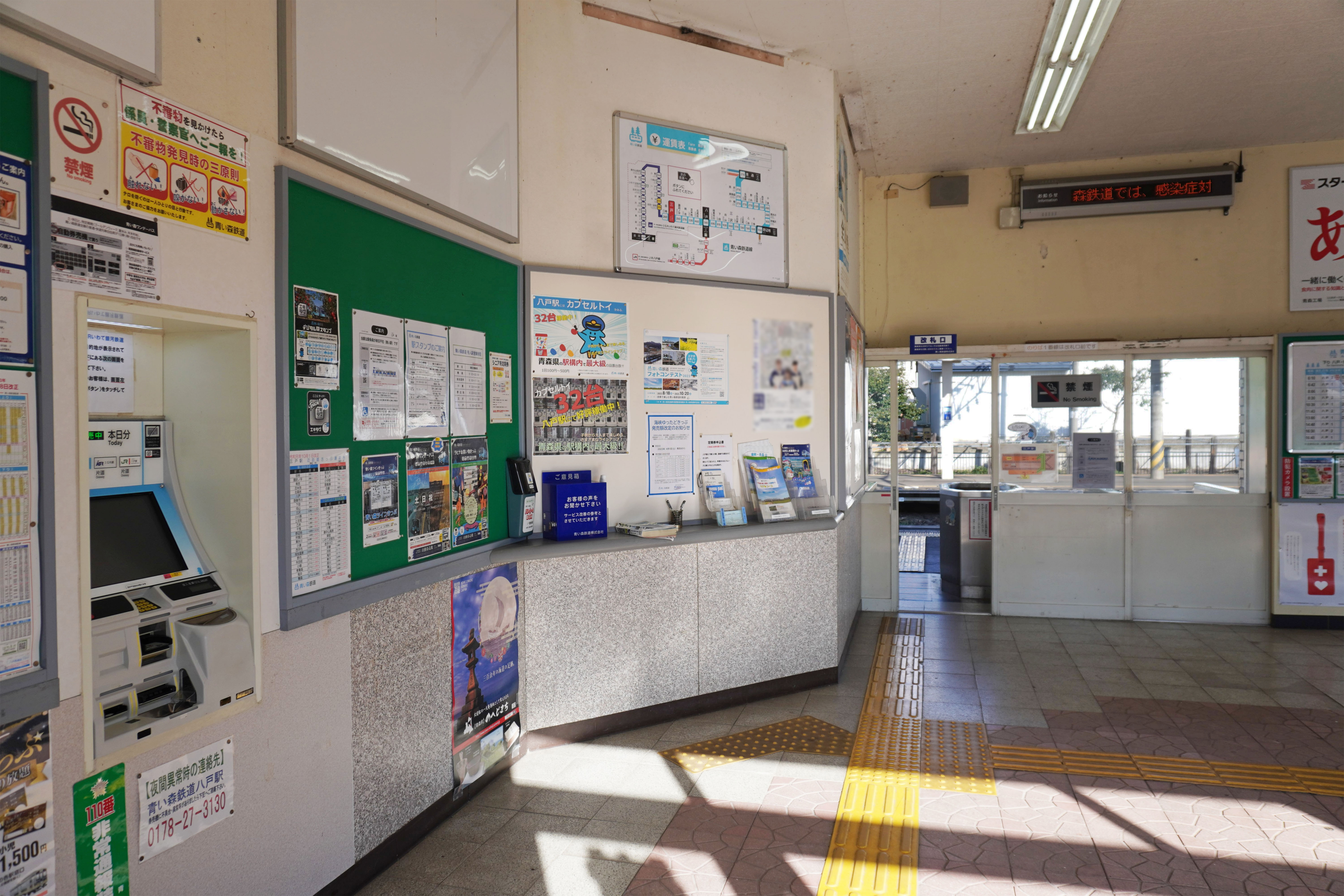
改札口（2023年9月）
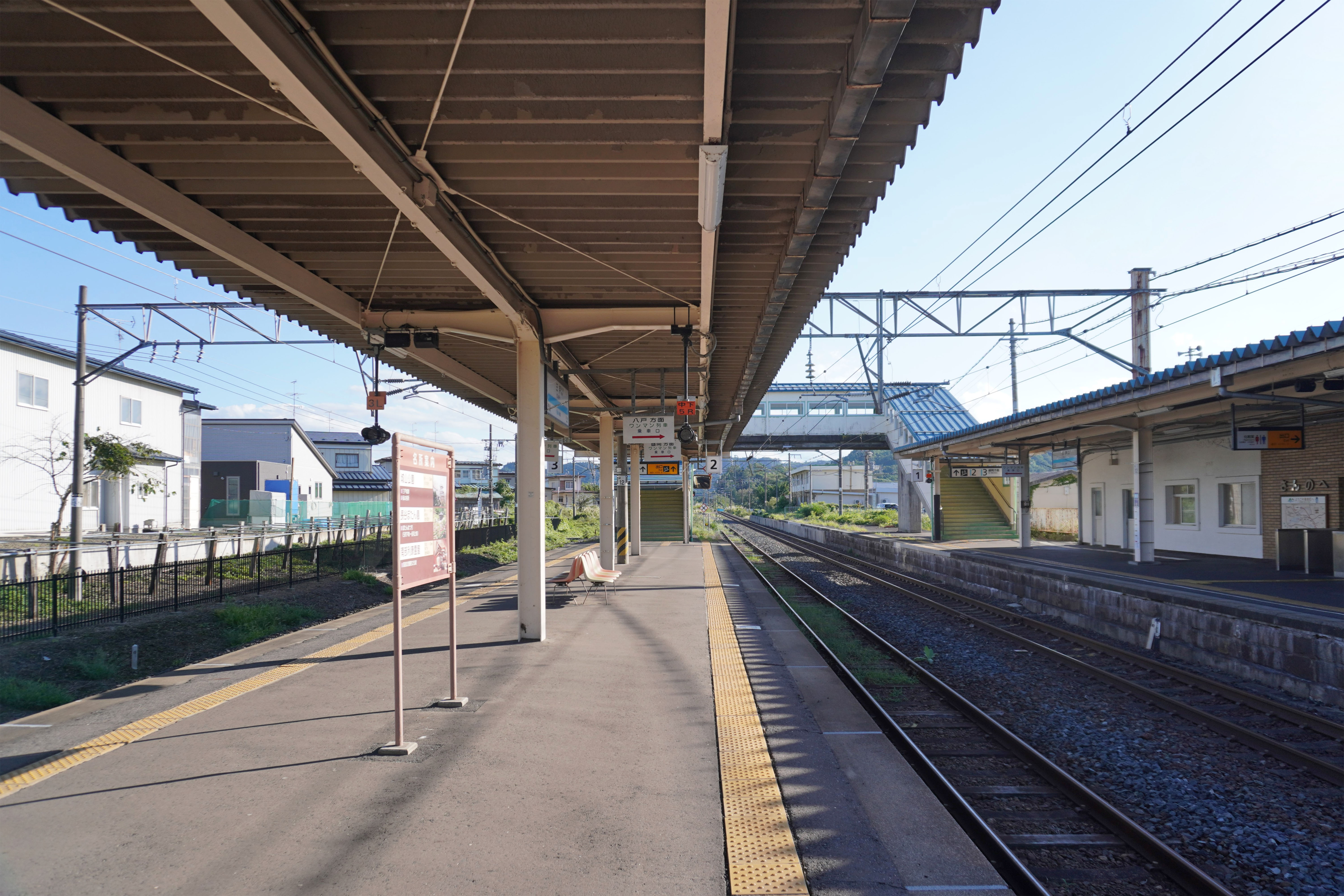
ホーム（2023年9月）

## 利用状況
1日平均乗車人員および乗降人員の推移は以下のとおりである。
| 乗車人員推移                 | 乗車人員推移     | 乗車人員推移 |
| 年度                         | 1日平均 乗降人員 | 出典         |
| ---------------------------- | ---------------- | ------------ |
| 2000年（平成12年）           | 732(*1)          | [ 8 ]        |
| 2001年（平成13年）           | 697(*1)          | [ 9 ]        |
| 2002年（平成14年）（JR）     | 702(*1)          | [ 10 ]       |
| 2002年（平成14年）（青い森） |                  |              |
| 2003年（平成15年）           |                  |              |
| 2004年（平成16年）           |                  |              |
| 2005年（平成17年）           |                  |              |
| 2006年（平成18年）           | 845              |              |
| 2007年（平成19年）           |                  |              |
| 2008年（平成20年）           |                  |              |
| 2009年（平成21年）           |                  |              |
| 2010年（平成22年）           |                  |              |
| 2011年（平成23年）           | 643              | [ 11 ]       |
| 2012年（平成24年）           | 609              | [ 11 ]       |
| 2013年（平成25年）           | 536              | [ 11 ]       |
| 2014年（平成26年）           | 452              | [ 11 ]       |
| 2015年（平成27年）           | 503              | [ 11 ]       |
| 2016年（平成28年）           | 469              | [ 12 ]       |
| 2017年（平成29年）           | 493              | [ 12 ]       |
| 2018年（平成30年）           | 458              | [ 13 ]       |
| *1…JR時代のものは乗車人員。  |                  |              |

## 駅周辺
- 南部町南部消防団第一分団屯所
- 青森県信用組合 三戸支店南部出張所（有人出張所）
- 三戸駅前郵便局
- 青森みちのく銀行 三戸南部支店・南部中央支店・二戸支店
- 村井家住宅
- 南部町営地方卸売市場（青果市場）
- 長谷ぼたん園（南部町）
- ボートピアなんぶ（競艇場外発売場）
- 南部町役場南部支所（旧・南部町役場）
- 馬淵川
- 太子食品工業本社（三戸町）
- 三戸町国民健康保険三戸中央病院
- 城山公園（三戸町）
  - 三戸城跡
  - 三戸町立歴史民俗資料館
- イオンタウン三戸
  - マックスバリュ三戸店（イオン東北運営）
  - サンデー三戸店
- 青森県道152号三戸停車場線
  - 青森県道258号三戸南部線
    - 国道4号（国道104号重複）
- 青森県道134号櫛引上名久井三戸線

※三戸町中心部（三戸町役場）へは岩手県北自動車（三戸営業所・田子町方面行）に乗りかえ。

## バス路線
| 運行事業者                          | 系統・行先                                                                               | 備考 |
| 三戸駅前                            | 三戸駅前                                                                                 | 三戸駅前 |
| ----------------------------------- | ---------------------------------------------------------------------------------------- | --- |
| 南部バス （岩手県北自動車南部支社） | - 170：三戸営業所 - 181：南部病院 - 183：諏訪ノ平 - 190・T190：田子 - P8：八戸（ラピア） | - 「170」は夕方運行 - 「181」は平日朝2本のみ運行 - 「183」は平日朝1本のみ運行 - 「P8」は朝1本のみ運行                  |
| なんぶちぇりバス                    | - バーデハウスふくち - 二又                                                              | - バーデハウスふくち行きは1日5本のみ運行 - 二又行きは1日3本のみ運行                                                    |
| 三戸町コミュニティバス              | - 三戸営業所 - 泉山 - 三戸小中学校                                                       | - 三戸営業所行きは平日4本・土日3本のみ運行 - 泉山行きは平日1本のみ運行 - 三戸小中学校行きは平日朝（出校日）1本のみ運行 |
| 駅前角                              |                                                                                          | |
| 南部バス                            | - T170：三戸営業所 - T190：田子 - P8：八戸（ラピア）                                     | |

## 隣の駅
青い森鉄道
■青い森鉄道線
目時駅 - 三戸駅 - 諏訪ノ平駅